# Roberts Uldriķis
Roberts Uldriķis, född 3 april 1998, är en lettisk fotbollsspelare som spelar för Arminia Bielefeld och Lettlands landslag.